# José Aurelio Calleja de Hierro
José Aurelio Calleja de Hierro (15. října 1901, Melgar de Fernamental – 28. července 1936, Belinchón) byl španělský římskokatolický kněz, řeholník Řádu augustiniánů a mučedník. Katolická církev ho uctívá jako blahoslaveného.

## Život
Narodil se 15. října 1901 v Melgar de Fernamental.
Vstoupil do semináře a řádu svatého Augustina. Roku 1919 složil své věčné řeholní sliby a roku 1927 byl vysvěcen na kněze.
Stal se profesorem v semináři a klášteře v Uclés.
Po vypuknutí španělské občanské války a počátku pronásledování katolické církve roku 1936 musel opustit klášter.
Dne 27. července 1936 byl zatčen spolu se spolubratry Josém Gutiérrezem Arranzem, Enriquem Serra Chorro, Antolínem Astorgou Díezem, diecézním knězem Vicentem Toledano Valenciano a několika studenty.
V noci byli odvezeni na místo zvané Las Emes poblíž Belinchónu a zde zastřeleni.

## Proces blahořečení
Dne 2. června 1953 byl zahájen jeho proces blahořečení. Do stejného procesu byli zařazení také tři jeho spolubratři a kněz Vicente Toledano Valenciano. Následně byl 27. dubna 1990 proces spojen s dalšími procesy, a tím vznikla skupina 104 mučedníků z řádu augustiniánů a diecézního kléru.
Dne 1. června 2007 uznal papež Benedikt XVI. jejich mučednictví. Blahořečeni byli 28. října 2007.